# Kljenak
Kljenak je horská vesnička v Chorvatsku v Splitsko-dalmatské župě, spadající pod opčinu města Vrgorac. Nachází se asi 9 km jihozápadně od Vrgorace. V roce 2011 zde žilo 86 obyvatel. Počet obyvatel pravidelně klesá již od roku 1921, kdy zde žilo 328 obyvatel.
Sousedními vesnicemi jsou Duge Njive, Ravča a Višnjica.